# Burbure
Burbure ist eine französische Gemeinde mit 2.827 Einwohnern (Stand: 1. Januar 2022) im Département Pas-de-Calais in der Region Hauts-de-France. Sie gehört zum Arrondissement Béthune und zum Kanton Lillers. 

## Geographie
Der Ort liegt im Nordwesten des Nordfranzösischen Kohlereviers, 13 Kilometer westlich von Béthune in der historischen Provinz Artois. Nachbargemeinden von Burbure sind Lillers im Norden, Allouagne im Südosten, Auchel im Süden sowie Ferfay im Südwesten und Westen.

## Bevölkerungsentwicklung
| Jahr                       | 1962 | 1968 | 1975 | 1982 | 1990 | 1999 | 2006 | 2012 | 2022 |
| -------------------------- | ---- | ---- | ---- | ---- | ---- | ---- | ---- | ---- | ---- |
| Einwohner                  | 3512 | 3379 | 3476 | 3132 | 3011 | 2840 | 2900 | 3036 | 2827 |
| Quellen: Cassini und INSEE |      |      |      |      |      |      |      |      |      |

## Sehenswürdigkeiten
- Kirche Saint-Gervais-et-Protais aus dem 15. Jahrhundert, restauriert und umgebaut 1870
- britischer Soldatenfriedhof

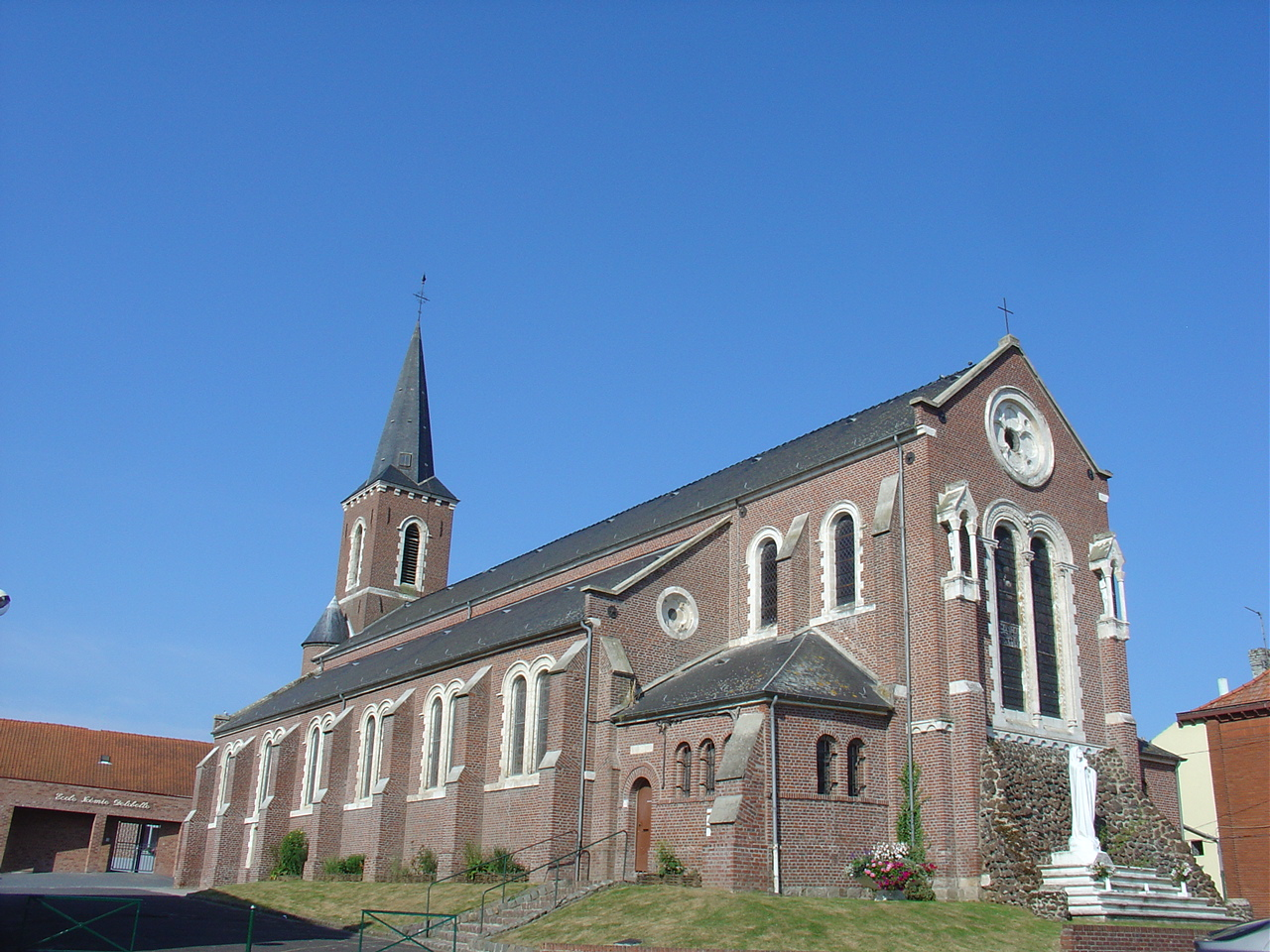
Kirche Saint-Gervais-et-Protais
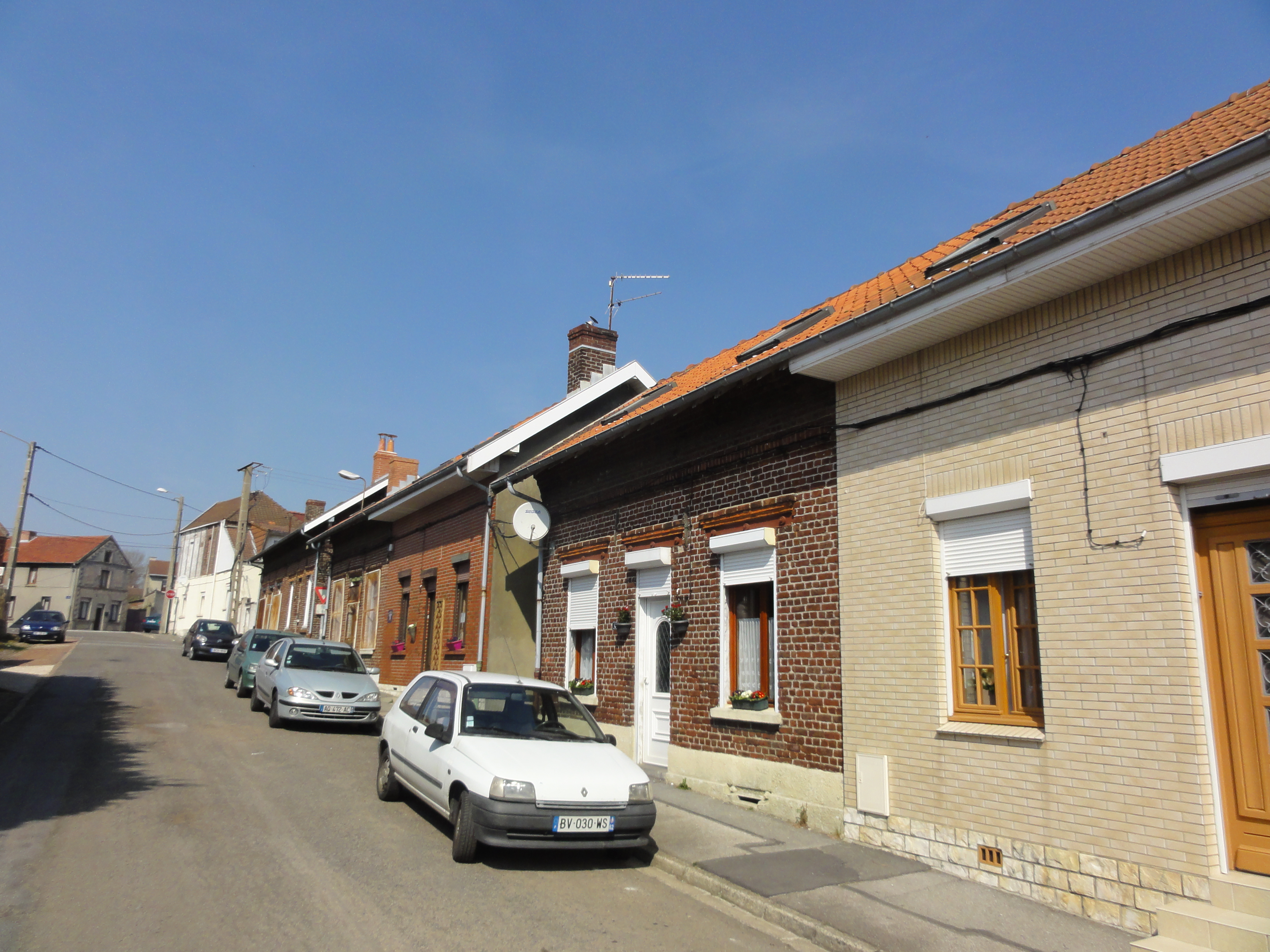
Bergarbeiterhäuser der Zeche Nr. 4
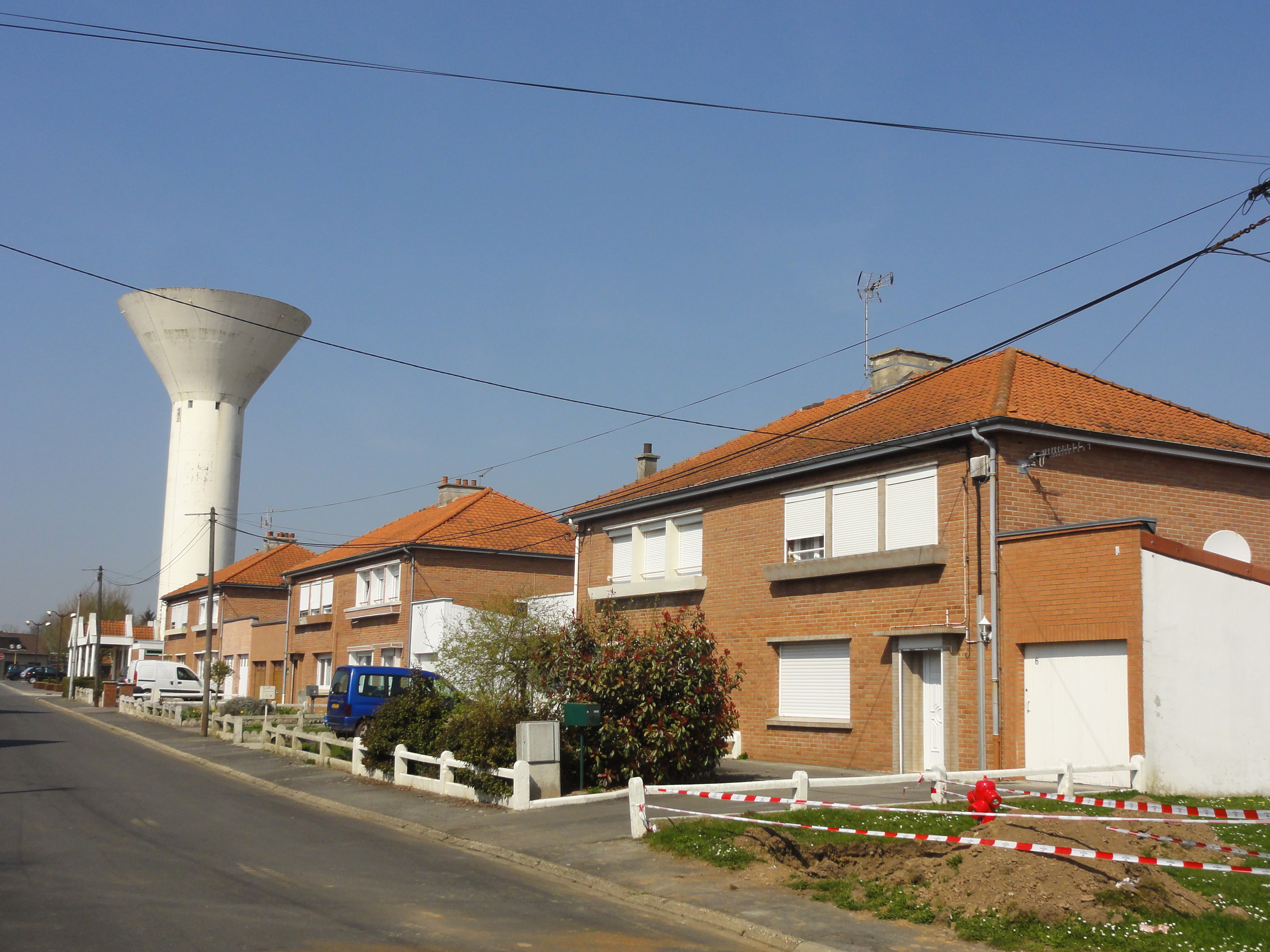
Wasserturm und Bergarbeiterhäuser der Zeche Nr. 4
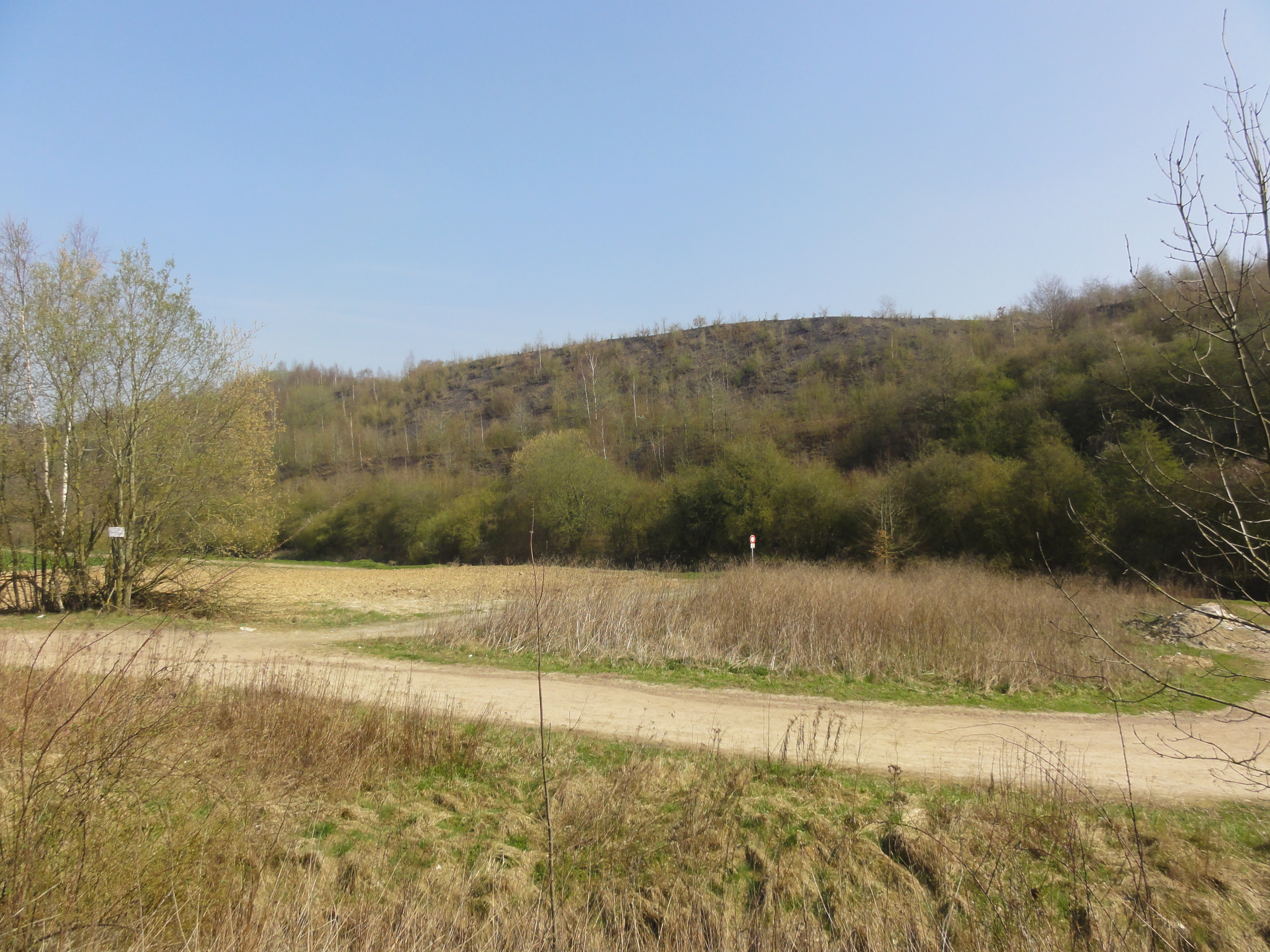
Ehemalige Abraumhalde

## Persönlichkeiten
- Augustin Lesage (1876–1954), Maler